# No (film)
No is een internationaal geproduceerde film uit 2012, geregisseerd door Pablo Larraín. De film is gebaseerd op het toneelstuk El Plebiscito, geschreven door de Chilieense schrijver Antonio Skármeta. De film werd genomineerd voor een Academy Award tijdens de 85ste Oscaruitreiking in de categorie Beste niet-Engelstalige film.

## Verhaal
Na 15 jaar militair bewind en onder internationale druk, houdt de Chileense regering een referendum, met als opties "Ja" en "Nee". Wanneer er "Ja" wordt gestemd blijft Augusto Pinochet nog 8 jaar aan en bij een keuze voor "Nee" maakt het regime plaats voor presidents- en parlementsverkiezingen. 
De succesvolle reclameman René Saavedra wordt door de Nee-campagne benaderd. Aangetrokken door deze marketinguitdaging en zijn eigen walging tegen de tirannie van Pinochet, bedenken Saavedra en zijn team een gedurfd plan om de verkiezingen te winnen en hun land te redden van de onderdrukking.

## Rolverdeling
| Acteur             | Personage          |
| ------------------ | ------------------ |
| Gael García Bernal | René Saavedra      |
| Alfredo Castro     | Lucho Guzmán       |
| Luis Gnecco        | José Tomás Urrutia |
| Néstor Cantillana  | Fernando           |
| Antonia Zegers     | Verónica Carvajal  |
| Marcial Tagle      | Alberto Arancibia  |
| Pascal Montero     | Simón Saavedra     |
| Jaime Vadell       | Minister Fernández |
| Elsa Poblete       | Carmen             |
| Diego Muñoz        | Carlos             |
| Roberto Farías     | Marcelo            |

## Ontvangst

### Recensies
Op Rotten Tomatoes geeft 93% van de 132 recensenten de film een positieve recensie, met een gemiddelde score van 7,70/10. De film heeft het label "Certified Fresh" (gegarandeerd vers). Website Metacritic komt tot een score van 81/100, gebaseerd op 36 recensies, wat staat voor "Universal Acclaim" (universele toejuiching). Hiermee heeft de film tevens het label "Must see".
De Volkskrant gaf een positieve recensie en schreef: "No is niet alleen een meeslepend verslag verslag van een bloedspannende campagne, maar ook een scherpe, vaak humoristische analyse van politiek en marketing." 
Trouw schreef: "Larraín geeft het meeslepend en spannend weer in een aangenaam onderkoeld verslag van een verkwikkende vreedzame revolutie."

### Prijzen en nominaties
De film won 13 prijzen en werd voor 21 andere genomineerd. Een selectie:
| Jaar | Evenement                     | Categorie                    | Genomineerde | Resultaat   |
| ---- | ----------------------------- | ---------------------------- | ------------ | ----------- |
| 2012 | Cannes (65ste editie)         | Art Cinema Award             | No           | Gewonnen    |
| 2013 | Academy Awards (85ste editie) | Beste niet-Engelstalige film | No           | Genomineerd |
| 2013 | Ariel (55ste editie)          | Beste Ibero-Amerikaanse film | No           | Genomineerd |